# Kuźnica Masłońska
Kuźnica Masłońska – wieś w Polsce położona w województwie śląskim, w powiecie zawierciańskim, w gminie Łazy. 
W latach 1975–1998 miejscowość administracyjnie należała do województwa katowickiego.
Miejscowość znajduje się na wschodnim krańcu Górnośląskiego Okręgu Przemysłowego (GOP), w Zagłębiu Dąbrowskim, będącym historyczną częścią zachodniej Małopolski, nad rzeką Czarną Przemszą. Obecnie w miejscowości jest wiele inwestycji i budowane są osiedle mieszkalne, związane z bliskością Górnośląsko-Zagłębiowskiej Metropolii oraz miasta Zawiercie. W pobliżu miejscowości zaplanowany jest przebieg obwodnicy Zawiercia w ciągu drogi krajowej 78 wraz z głównym zjazdem do Zawiercia, oraz budowa stacji kolejowej Zawiercie - Kądzielów obsługującej linię 182 Zawiercie - Tarnowskie Góry przez Port Lotniczy Katowice Pyrzowice. Wieś obsługuje komunikacja miejska - linia 14 Łazy z Zawierciem obsługiwana jest przez Zakład Komunikacji Miejskiej w Zawierciu.
Wieś występowała pod nazwami: Kuźniczka Masłomiącka, Kuźnica Masłomiącka, Kuźnica Masłoniowa, Kuźniczka Masłonowa, Masłonica oraz Dąbrowica.
W 1595 roku wieś Dąbrowica położona w powiecie lelowskim województwa krakowskiego była własnością wojewody krakowskiego Mikołaja Firleja. 
W 1791 roku były tu 2 młyny, browar, 13 domów w których zamieszkiwało 81 ludzi (w tym 39 kobiet). W drugiej połowie XIX w. wieś liczyła 15 gospodarstw i 96 mieszkańców.
W okolicznych lasach zachowały się pozostałości po górnictwie węgla brunatnego (m.in. kopalni "Kamila" i "Ludwika").
W drugiej połowie marca 1863 r. w rejonie Zagłębia Dąbrowskiego walczył oddział płk. Teodora Cieszkowskiego, który pomiędzy Łazami a Zawierciem zniszczył trzy mosty kolejowe, pozrywał linię telegraficzną i uszkodził tory. Zostały wysłane za nim kolumny wojsk rosyjskich z Częstochowy pod dowództwem mjr. Leo, z Olkusza prowadził kolumnę ks. Szachowski, dodatkowo na Cieszkowskiego wyruszyła z Częstochowy następna kolumna wojsk pod dowództwem ks. Bagrationa. W dniu 22 marca oddziały mjr. Leo napotkały pod Kuźnicą Masłońską założony przez Cieszkowskiego obóz. Powstańcy byli w trakcie gotowania jedzenia. Cieszkowski ze stratami wycofał się w kierunku Siewierza. Na placu boju w Kuźnicy Masłońskiej poległo dziewięciu jego kompanów. Pierwotna Mogiła poległych w potyczce znajdowała się na terenie obecnych torów kolejowych. Podczas rozbudowy torowisk w latach 70 XX wieku wystąpiła konieczność jej przeniesienia w inne miejsce. Przeprowadzono ekshumacje przenosząc szczątki do Zawiercia, tworząc także symboliczną mogiłę przy czerwonym szlaku Szwajcarii Zagłębiowskiej w Łazach.
Wykaz ulic - Brzozowa, Leśna, Piaskowa, Słoneczna, Topolowa, Zawierciańska, Zwycięstwa.